# Паспорт демократии
Паспорт демократии — международный документ, который планируется выдавать с 2024 года российским гражданским активистам и демократической оппозиции, автором его стал комиссар Международного суда ООН. Предполагается, что такой паспорт даст возможность россиянам продолжать работу в Евросоюзе, находясь в изгнании.

## История
Первое официальное упоминание документа появилось в специальном докладе Европарламента, как инициатива европейских депутатов. Утверждение доклада запланировано на февраль-март 2024 года.
Незадолго до объявления о возможном введении такого паспорта, лидер демократических сил Беларуси Светлана Тихановская объявила о создании «альтернативного» паспорта для граждан страны, которые находятся зарубежом и не могут сделать новые документы из-за запрета выдачи паспортов в консульствах и посольствах МИД РБ.